# YGX
YGX는 YG 엔터테인먼트 산하의 안무가 에이전시 레이블이다. YGX에 소속된 댄서들은 퍼포먼스 디렉터(안무가), YG 소속 가수의 공연, 연습생 트레이너, X 아카데미의 댄스 강사, 백업 댄서, 인플루언서, 광고 모델 등으로 YG 엔터테인먼트와 함께 활동한다.

## 개요
대외적으로는 2018년 5월 설립되었다고 발표되었으나 회사 자체는 2017년 11월 '컴퍼니엑스'라는 이름으로 설립되었으며, 2018년 3월 사명을 현재의 YGX로 변경했고 동년 7월에 하이그라운드를 흡수합병했다. 하이그라운드의 합병에서 알 수 있듯 2020년 이전까지는 연예기획사 역할도 겸했으나, 재정비를 거치면서 YGX에 소속되어 있던 연예인 및 아티스트들은 모두 YG 엔터테인먼트로 소속을 옮겼다.

## 소속 댄스팀

### CRAZY(크레이지)
- 김희정 (감자쌤)
- 박은영(RarmG)
- 오혜련(RYEON)
- 김가희(Gahee)
- 박은총(Silvergun)
- 손수빈(BINI)
- 김은선(Sseon)
- 김단영(DANY)
- 우이삭(ISAK)

### HI-TECH(하이텍)
- 박정헌(JP)
- 이영상(YSL)age
- 김병곤(BK)
- 권영득(DEUKIE)
- 권영돈(DONY)
- 유충재(CROWN)
- 한별(ONESTAR)
- 박수민(ROKI)
- 유도욱(DOW)
- 김희연(HEEEEYUN) 등

### NWX
NWX 이전에는 CRAZY와 HITECH만 있었고 2019년 하반기에 만들어졌다.
- 리정(LEEJUNG) - 저스트 절크 출신 댄서
- 연준희(BABY ZOO) - 블랙핑크와 레이디 가가의 'Sour Candy' 안무 제작자
- 전여진 - aespa의 'Next Level' 안무 제작자
- 박지효 - 마마무의 'HIP' 뮤직비디오 및 온에어 댄서
- 최새연(SONYA CHOI)
- 이준호(JUNHO LEE)
- 정재호(DART)
- 허란경(RICKA)
- 김도훈(MOOD DOK)

## X ACADEMY
X 아카데미(X ACADEMY)는 2018년 10월 설립된 댄스, 보컬 전문 아카데미 학원이다.
YGX 본사 건물의 2층과 3층에 위치하고 있다. 반 편성은 일반인들을 대상으로 하는 취미반인 Y반과 오디션 준비생을 비롯하여 전문적으로 댄스를 배우는 수강생들 대상의 G반, G반 중 우등생들을 선발하여 별도의 수업을 진행하는 X반으로 나뉘어져 있다.
2020년 12월, YG 합정 신사옥 옆으로 이전하였다.

## 과거 소속 연예인
- Zayvo - YGX에서 나온 후 한동안 무소속으로 활동하다가 크래프트앤준으로 이적하였다.
- Blue.D - 1인 기획사로 독립
- 이수혁, 주우재, 권한솔, 정윤석, 권현빈/VIINI, 박태인, 한승연 - 현재 YG엔터테인먼트 소속 (2020년 부서 재정비)
- 우강민
- 안다
- 김예리(YELL) - 2018년 하계 청소년 올림픽 동메달리스트로 국가대표 비걸(B-girl)이며, 갬블러크루 출신 댄서
- 한하은(REDLIC)